# Siiri Angerkoski
Siiri Saimi Angerkoski, född Palmu 21 augusti 1902 i Uleåborg, död 28 mars 1971 i Helsingfors, var en finländsk skådespelare. Hon var gift med Kaarlo Angerkoski, med vilken hon hade dottern Sirkka-Liisa Koskenranta, som varit verksam som barnskådespelare.
Angerkoski filmdebuterade 1933 i Pikku myyjärätär och medverkade i totalt 120 filmer och TV-serier fram till 1970. Hon belönades med Jussistatyetten för bästa kvinnliga biroll i filmen Anna-Liisa 1945. 1971 mottog hon Jussistatyetten ånyo för bästa kvinnliga roll i TV-filmen Aliisa.